# Tanacetum mucronulatum
Tanacetum mucronulatum é uma espécie de planta com flor pertencente à família Asteraceae. 
A autoridade científica da espécie é (Hoffmanns. & Link) Heywood, tendo sido publicada em Agron. Lusit. 20(3): 214. 1958.

## Portugal
Trata-se de uma espécie presente no território português, nomeadamente em Portugal Continental.
Em termos de naturalidade é endémica da região atrás referida.

## Protecção
Não se encontra protegida por legislação portuguesa ou da Comunidade Europeia.